# 청주 용계리 고분
청주 용계리 고분은 충청북도 청주시 청원구에 있다. 2015년 4월 17일 청주시의 향토유적 제27호로 지정되었다.

## 개요
청주지역에서 희귀한 평지 봉토분으로 당시 문화를 연구하는데 귀중한 자료이다.